# Opisthotaenia
Opisthotaenia is een geslacht van wantsen uit de familie van de Miridae (Blindwantsen). Het geslacht werd voor het eerst wetenschappelijk beschreven door Odo Reuter in 1901.

## Soorten
Het genus bevat de volgende soorten:

- Opisthotaenia fulvipes (Reuter, 1901)
- Opisthotaenia glauca (Seidenstücker, 1968)
- Opisthotaenia striata (Wagner, 1965)